# 건초더미 (모네의 연작)
건초더미(Haystacks)는 클로드 모네의 인상주의 회화 연작에 대한 일반적인 영어 제목이다. 이 연작의 각 그림의 주요 주제는 수확된 밀 (또는 보리나 귀리일 수도 있음: 원어인 프랑스어 제목인 Les Meules à Giverny는 단순히 지베르니의 건초더미를 의미하며, 분명히 짚더미에 관한 것이다) 더미이다. 이 제목은 주로 1890년 여름 말에 모네가 시작하여 다음 해 봄까지 이어간 25점의 캔버스 연작(Wildenstein Index Numbers 1266–1290)을 가리키지만, 모네는 이와 동일한 건초더미 주제를 사용하여 다섯 점의 초기 그림도 제작했다. 이 연작의 전신은 1884년 작인 지베르니 인근의 건초더미 (푸시킨 미술관)이다.
이 연작은 모네가 동일한 대상을 반복하여 하루 중 다른 시간, 계절을 넘어서는 다양한 빛과 대기를 여러 종류의 기상에서 보여준 방식으로 유명하다.
이 연작은 모네의 가장 주목할 만한 작품 중 하나이다. 가장 큰 건초더미 컬렉션은 파리의 오르세 미술관과 마르모탕 모네 미술관, 그리고 시카고 미술관에 소장되어 있다. 다른 컬렉션에는 보스턴 미술관, 뉴욕의 메트로폴리탄 미술관과 뉴욕 근대미술관, 도쿄의 국립서양미술관, 파리의 오랑주리 미술관 등이 있다. 시카고 미술관 컬렉션에는 25점의 건초더미 중 6점이 포함되어 있다.
이 연작의 일부를 소장하고 있는 다른 박물관으로는 로스앤젤레스의 게티 센터, 코네티컷 파밍턴의 힐-스테드 박물관 (이곳은 1888-89년 초기 수확 작품 중 5점 중 하나도 소장하고 있다), 스코틀랜드 국립미술관, 미니애폴리스 미술관, 취리히 미술관, 텔아비브 미술관 및 버몬트주의 셸번 박물관 등이 있다. 개인 소장품에는 나머지 건초더미 그림들이 있다.

## 모네의 배경
모네는 1883년 지베르니에 정착했다. 1883년부터 사망하기 40년 동안 그의 그림 대부분은 3 킬로미터 (2 mi) 이내의 집과 정원 풍경이었다. 모네는 지역 풍경의 시각적 뉘앙스와 날마다, 계절마다 끝없이 변하는 모습에 깊이 몰두하고 매료되었다. 건초더미는 그의 집 바로 밖에 있었다.
모네는 이전에 단일 대상을 다른 빛과 다른 분위기에서 그린 적이 있었다. 그러나 화가로서 성숙해지면서, 대기적 영향에 대한 그의 묘사는 특정 효과뿐만 아니라 풍부한 색을 자율적으로 사용할 수 있게 해주는 전체적인 색채 조화에 점점 더 관심을 기울였다. 건초더미는 단순한 주제이지만 상상력이 부족한 주제라는 통념이 있었다. 그러나 동시대의 작가들과 화가의 친구들은 모네의 주제는 항상 신중하게 선택되었으며, 신중한 사고와 분석의 산물이라고 지적했다. 모네는 직사광선 아래의 건초더미를 포착한 다음, 동일한 시점에서 다른, 종종 더 부드러운 빛과 대기 조건에서 다시 조사했다. 그런 다음 모네가 연작 내에서 조화로운 전환을 찾기 위해 스튜디오에서 캔버스를 수정하는 것은 드문 일이 아니었다.

## 연작의 배경
연작에 묘사된 건초더미는 일반적으로 영어로는 건초더미, 밀더미 또는 곡물더미로 불린다. 실제로는 주로 빵을 위한 곡물 단을 보관하는 용도였다. 따라서 밀(또는 보리나 귀리일 수도 있다)이며, 동물 사료인 건초가 아니었다. 10-to-20-피트 (3.0 to 6.1 m) 높이의 더미는 곡식을 탈곡하여 줄기에서 분리할 수 있을 때까지 곡식 단을 건조하게 유지하는 방법이었다. 탈곡되지 않은 곡식을 보관하고 건조하는 현지 방식은 짚이나 때로는 건초를 더미의 지붕처럼 사용하여 밀, 보리 또는 귀리를 비바람으로부터 보호하여, 충분히 건조되면 탈곡할 수 있도록 하는 것이었다. 그런 다음 탈곡기는 마을에서 마을로 이동했다. 따라서 곡식은 7월에 수확되고 더미는 쌓였지만, 모든 더미가 탈곡기에 도달하기까지는 다음 봄이나 그 이후까지 걸리는 경우가 많았다. 즉, 여름, 가을, 겨울, 봄의 모든 빛과 대기 변화를 겪었다. 이러한 곡식 보관/건조 더미는 19세기에 유럽 전역에서 흔해졌으며, 콤바인 수확기가 도입될 때까지 계속되었다. 더미의 모양은 지역마다 달랐다. 지베르니가 위치한 노르망디에서는 모네가 그린 것처럼 둥글고 상당히 가파른 짚 지붕을 가진 것이 일반적이었다.
이 건초더미들은 모네의 농부 이웃인 케루엘 씨의 소유였다. 케루엘 씨의 건초더미에서 빛이 변하는 방식을 알아차린 모네는 그의 의붓딸인 블랑슈 오슈데에게 두 개의 캔버스를 가져다 달라고 부탁했다. 하나는 화창한 날씨용, 다른 하나는 흐린 날씨용이었다. 그러나 모네는 곧 두 개의 캔버스만으로는 끊임없이 변하는 빛과 분위기를 포착할 수 없다는 것을 깨달았다. 그 결과, 그의 기꺼이 돕던 조수는 그녀의 손수레가 실을 수 있는 만큼 많은 캔버스를 빠르게 가져왔다. 따라서 모네의 일상은 도료, 이젤, 그리고 많은 미완성 캔버스들을 이리저리 옮기며, 조건과 빛이 변함에 따라 그 순간의 장면에 가장 가까운 캔버스에 작업하는 것이 되었다. 그는 야외 사생으로 건초더미를 그리기 시작했지만, 나중에 스튜디오에서 초기 인상을 수정하여 연작 내에서 대비를 생성하고 조화를 유지했다.
모네는 수많은 건초더미 그림을 제작했다. 그는 1888년 수확기 동안 건초더미를 주요 주제로 하는 5점의 그림 (Wildenstein Index Numbers 1213–1217)을 그렸다. 그의 이전 풍경화 (Wildenstein Index Number 900–995, 1073)에는 건초더미 [그리고 일부 더 정확하게 묘사된 건초더미: 즉 동물 사료를 위한 더 작은 건초 더미]가 보조적인 방식으로 포함되어 있었다. 일반적인 합의는 1890년 수확물을 사용하여 제작된 캔버스 (Wildenstein Index Number 1266–1290)만이 진정한 건초더미 연작을 구성한다는 것이다. 그러나 일부 평론가들은 이 연작을 언급할 때 추가 그림을 포함하기도 한다. 예를 들어, 힐-스테드 박물관은 그들의 두 건초더미 그림에 대해 이야기하지만, 하나는 '진정한' 1890년 수확물이고 다른 하나는 1888년 수확물이다.
모네의 건초더미 연작은 하루 중 시간, 계절, 기상 유형과 같은 자연적인 변화에 걸쳐 그의 지각의 뉘앙스를 설명하기 위해 반복에 의존한 그의 초기 작품 중 하나이다. 모네에게 주제와 시점을 통해 연결된 일련의 그림을 제작하고 전시하는 개념은 1889년에 시작되었는데, 크뢰즈 계곡에서 최소 10점의 그림이 그려졌고, 이후 갤러리 조르주 프티에서 전시되었다. 연작 모티브에 대한 이러한 관심은 그의 남은 경력 동안 계속되었다.

## 주제적 문제
건초더미 연작 전반에 걸쳐 평범한 주제가 일관되었지만, 내재된 주제는 빛의 덧없음으로 볼 수 있다. 이 개념은 모네가 하루 중 시간, 계절, 날씨가 변함에 따라 지각의 뉘앙스를 보여주기 위해 반복을 사용할 수 있게 했다. 거의 변하지 않는 주제는 그가 미묘한 연작에 걸쳐 빛과 분위기의 변화를 비교하는 기반을 제공했다. 이 연작의 첫 그림들은 1890년 9월 말이나 10월 초에 시작되었으며, 약 7개월 동안 이 그림들을 계속 제작했다. 이 그림들은 모네를 빛, 날씨, 대기, 시점에 따라 동일한 주제를 그렇게 많은 양의 그림으로 그린 최초의 화가로 만들었다.
1880년대와 1890년대부터 모네는 건초더미와 다른 여러 주제들(다른 연작으로는 센강의 아침, 포플러, 루앙 대성당, 국회의사당, 수련 등이 포함된다)에 집중했다. 여러 그림들을 거의 동시에 작업하기 위해, 그는 하루 중 가장 이른 시간에 시작할 수 있도록 새벽 전에 잠에서 깨곤 했다:
| “ | ... 센강의 이른 아침 연작을 위해, 그는 새벽과 그 이전에 그리는 것을 선택했는데, 이는 '평소보다 쉬운 주제와 단순한 조명'이었기 때문이었다. 이 시간대에는 효과가 그렇게 빠르게 변하지 않았기 때문이다. 그러나 이것은 그가 새벽 3시 30분에 일어나야 하는 것을 의미했는데, 이는 모네처럼 일찍 일어나는 습관이 있는 사람에게도 전례 없는 일이었다." | ” |

아침이 진행되고 빛이 변함에 따라 그는 순차적으로 더 늦은 캔버스 설정으로 전환했으며, 때로는 하루에 10점 또는 12점의 그림을 작업하기도 했다. 각 그림은 빛의 약간 다른 측면을 묘사했다. 이 과정은 날씨와 그림의 진행 상황에 따라 며칠, 몇 주, 또는 몇 달 동안 반복되었고 완성될 때까지 계속되었다. 계절이 바뀌면 과정이 다시 시작되었다.
특정 빛의 효과는 단 몇 분밖에 지속되지 않으므로, 그러한 덧없는 현상을 기록하는 캔버스는 하루에 몇 분 이상 집중적으로 다루어지지 않았다. 더 복잡하게는, 예를 들어 다음 해돋이의 빛은 상당히 변할 수 있으며 연작 내에서 별도의 캔버스를 필요로 한다. 이어서, 각 그림에서 다른 색상이 분명하게 나타나며, 각 작품에서 색은 직접적인 빛뿐만 아니라 반사된 빛도 묘사하는 데 사용된다. 하루 중 다른 시간과 다양한 계절에 건초더미는 스펙트럼의 다양한 부분에서 빛을 흡수한다. 그 결과, 건초더미에서 반사되는 잔여 빛은 끊임없이 변하는 것으로 보이며, 독특한 색채로 나타난다.
야수파, 앙드레 드랭, 모리스 드 블라맹크를 포함한 많은 유명 화가들이 이 특정 연작에 영향을 받았다. 바실리 칸딘스키의 회고록은 이 연작을 언급하며 "갑자기 나에게 명확해진 것은 이전에는 이해하지 못했던 팔레트의 예상치 못한 힘이었고, 그것은 나의 가장 거친 꿈을 능가했다."라고 썼다. 

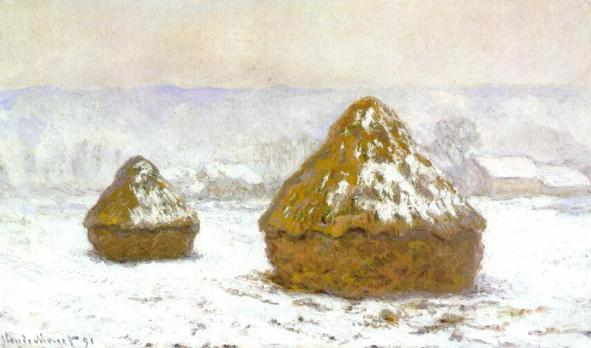
건초더미, 눈 효과, 1890–91, 스코틀랜드 국립미술관, 에든버러, 스코틀랜드.

건초더미 연작은 재정적으로 성공했다. 이 중 15점이 1891년 5월 뒤랑-뤼엘에 의해 전시되었고, 대부분의 그림은 한 달 안에 팔렸다. 이 그림들은 특히 미국 소장가들 사이에서 인기가 많았으며, 제작된 건초더미 30점 중 20점이 미국 컬렉션에 소장되었다. 미국 소장가 중 베르타 팔머는 모네의 건초더미 9점을 구매했다. 1891년 전시는 대중의 큰 호응을 얻었다. 옥타브 미르보는 모네의 대담한 연작을 "진보 그 자체를 뛰어넘는 것"으로 묘사했다. 다른 사람들은 건초더미를 "풍경의 얼굴"—일상적인 문제로부터의 피난처이자 자연과의 만족을 위한 고향을 나타낸다고 설명했다. 카미유 피사로는 "이 캔버스들은 만족감을 숨 쉬고 있다"고 말했다. 대부분의 그림은 즉시 1,000 프랑에 팔렸다. 또한 모네의 가격은 전반적으로 급격히 상승하기 시작했다. 그 결과, 그는 지베르니의 집과 부지를 완전히 매입하고 수련 연못을 건설하기 시작할 수 있었다. 수년간 겨우 생계를 유지하던 그는 성공을 누릴 수 있게 되었다.
이 연작은 빛과 대기 조건에 대한 그의 집중적인 연구를 보여주며, 모네는 그의 표현에 있어 완벽주의자였다. 모네는 자신이 부족하다고 생각하는 여러 연작들을 파괴했다. 그러나 이 연작은 그의 가혹한 자기 비판과 파괴를 면했다.

## 1888–1889년 그림
1888년 수확기부터 모네는 센강 좌안을 따라 펼쳐진 언덕과 오른쪽에 몇몇 지베르니 주택을 배경으로 두 개의 건초더미를 특징으로 하는 세 점의 캔버스(Wildenstein #'s 1213–5)를 제작했다. 그런 다음, 그는 왼쪽으로 몸을 돌려 포플러 나무 줄기로 언덕이 가려진 두 장면(1216–7)을 포착했다.

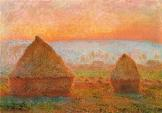
지베르니의 건초더미, 일몰, 1888–89년. 캔버스에 유화.
건초더미, 서리 효과, 1889년. 캔버스에 유화. 힐-스테드 박물관, 코네티컷 파밍턴.
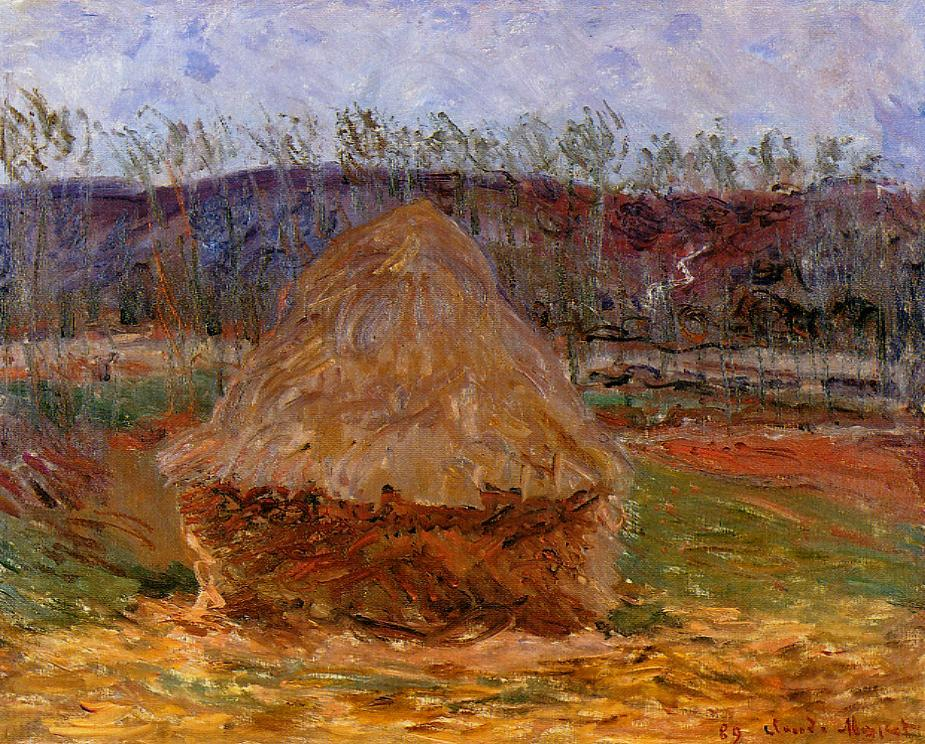
지베르니의 건초더미, 1888–89년. 캔버스에 유화. 텔아비브 미술관.

## 1890–1891년 연작
2019년 5월 14일, 이 연작의 개인 소장 작품(건초더미, 1890)이 1억 1,070만 달러에 거래되어 모네 작품의 최고 기록을 세웠고, 1억 달러를 넘어선 최초의 인상주의 작품이 되었다. 이 작품의 구매자는 하소 플래트너였다. 2020년 9월부터 이 그림은 포츠담의 바르베리니 박물관에 전시되어 있다.
2022년 10월 기후 운동가들이 이 그림에 으깬 감자를 던졌지만, 그림은 손상되지 않았고 세척 후 다시 전시되었다.

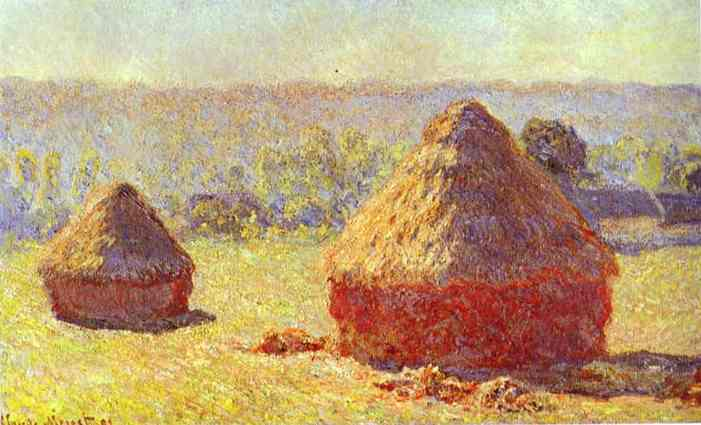
건초더미, 여름의 끝, (Meules, fin de l'été), 1891년. 캔버스에 유화. 오르세 미술관, 프랑스 파리. W1266
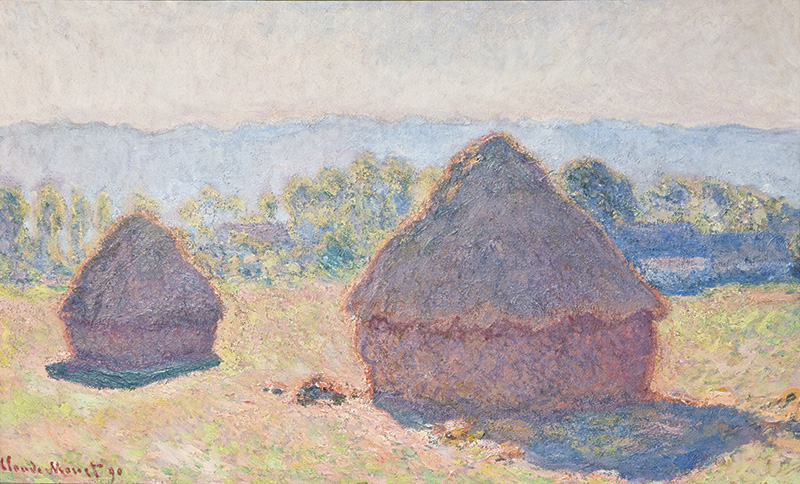
건초더미, 밝은 햇살 아래, 1890년, 힐-스테드 박물관, 코네티컷 파밍턴, W1267
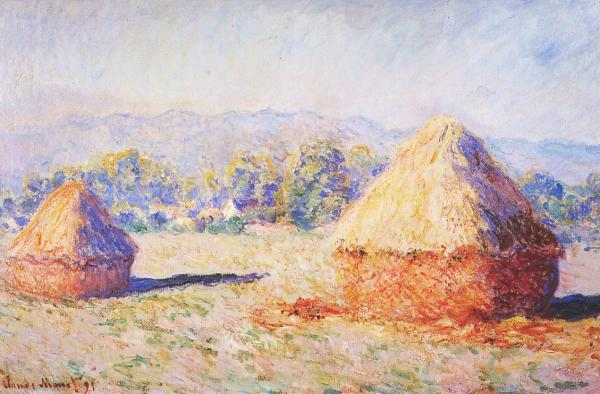
건초더미, 햇살 아래, 아침 효과, 1890년. 캔버스에 유화. 개인 소장. W1268.
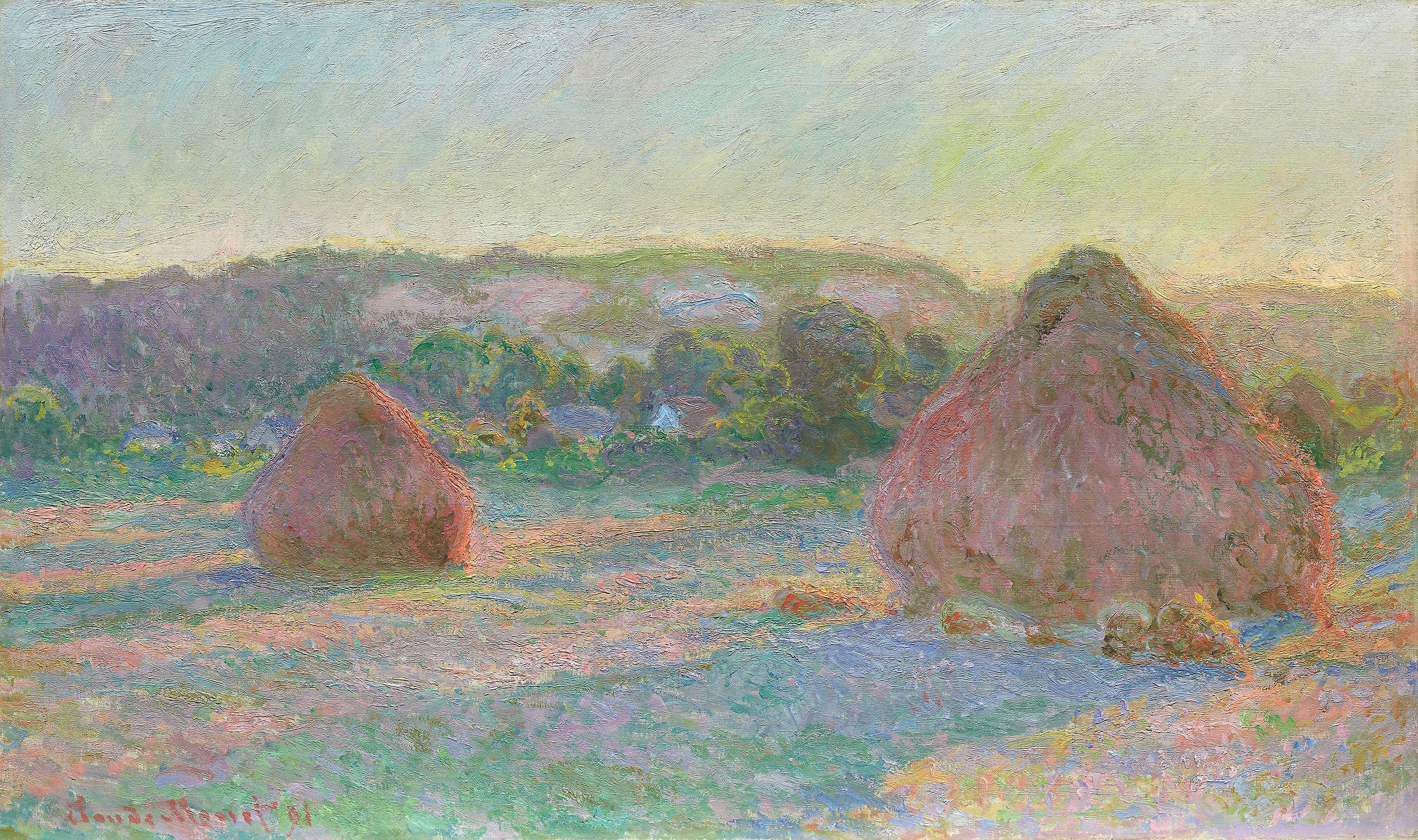
밀더미 (여름의 끝),[35] 1890–91년. 캔버스에 유화. 시카고 미술관, W1269
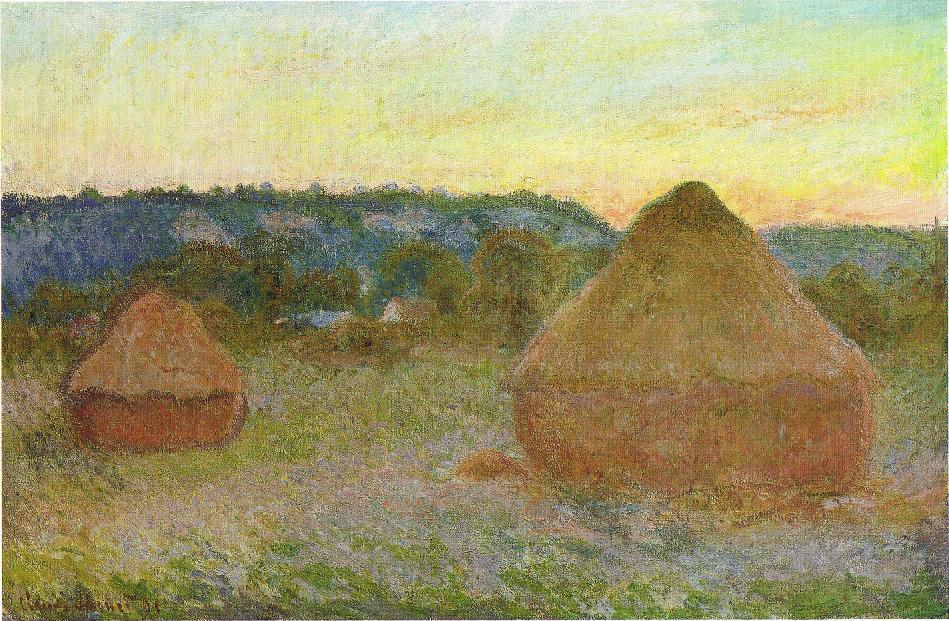
밀더미,[35] 1890–91년. 캔버스에 유화. 시카고 미술관. W1270
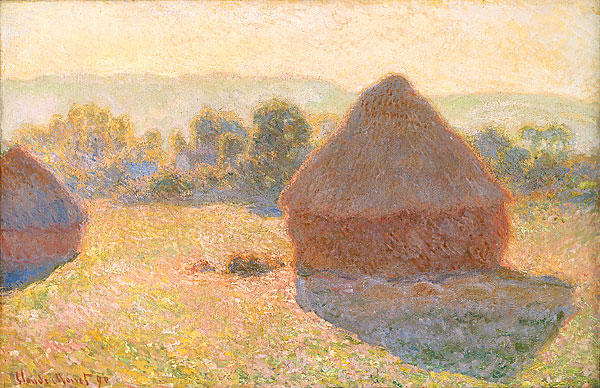
건초더미, (정오), 1890–91년, 오스트레일리아 국립미술관, W1271
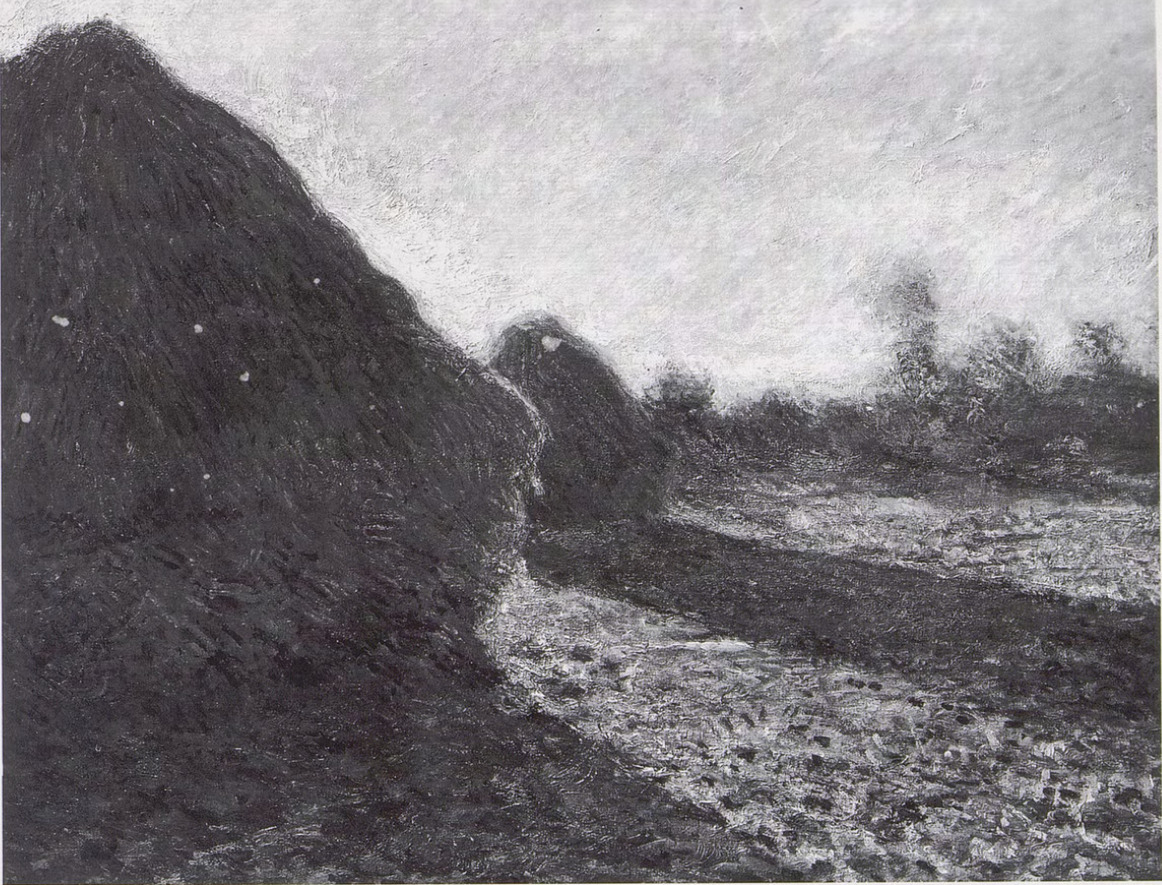
모네 – 와일든스타인 1996, 1272.
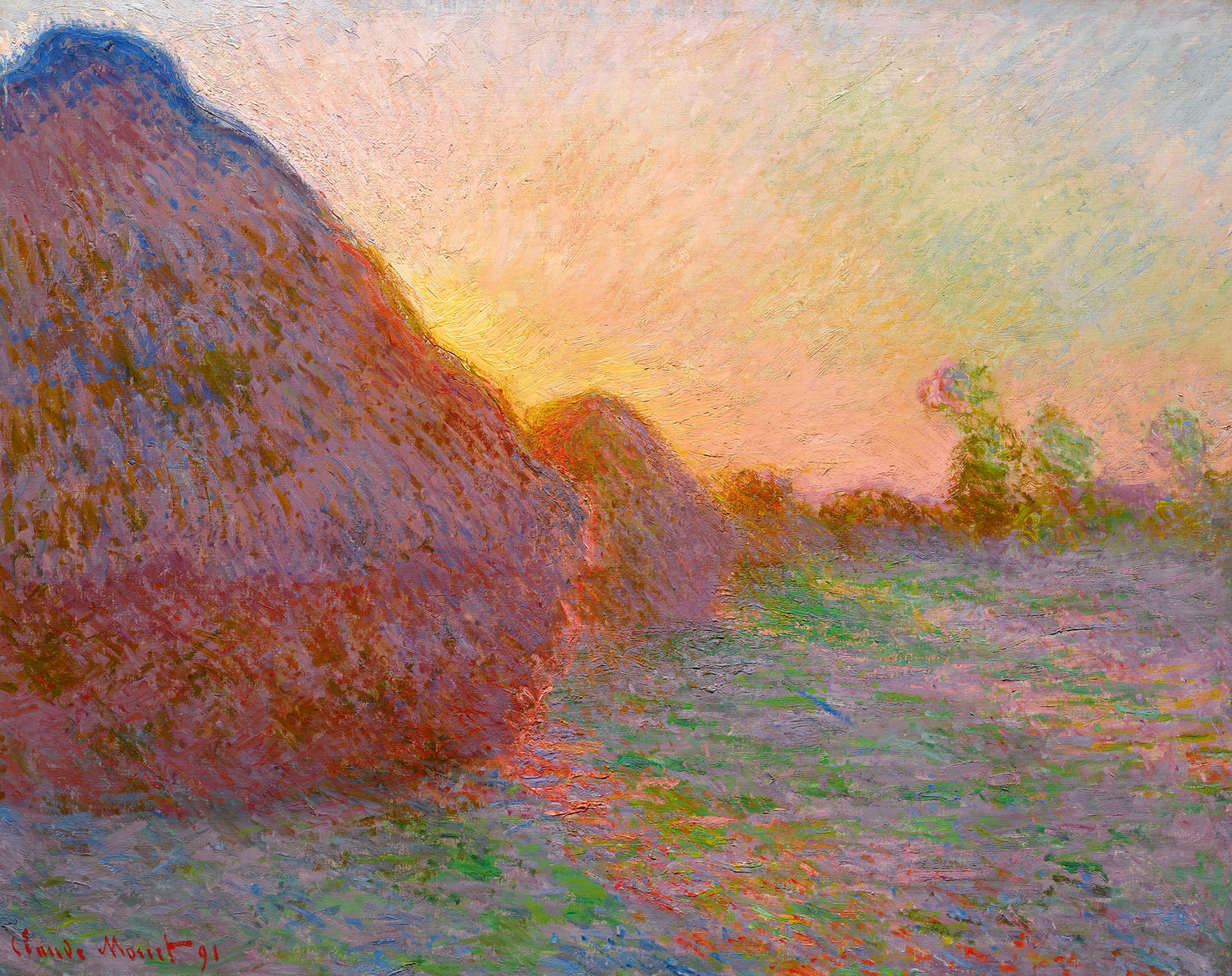
건초더미, 1890년, 하소 플래트너 컬렉션, 포츠담 바르베리니 박물관에 영구 대여 (2019년 5월 14일 소더비 경매에서 1억 1,070만 달러에 판매). W1273
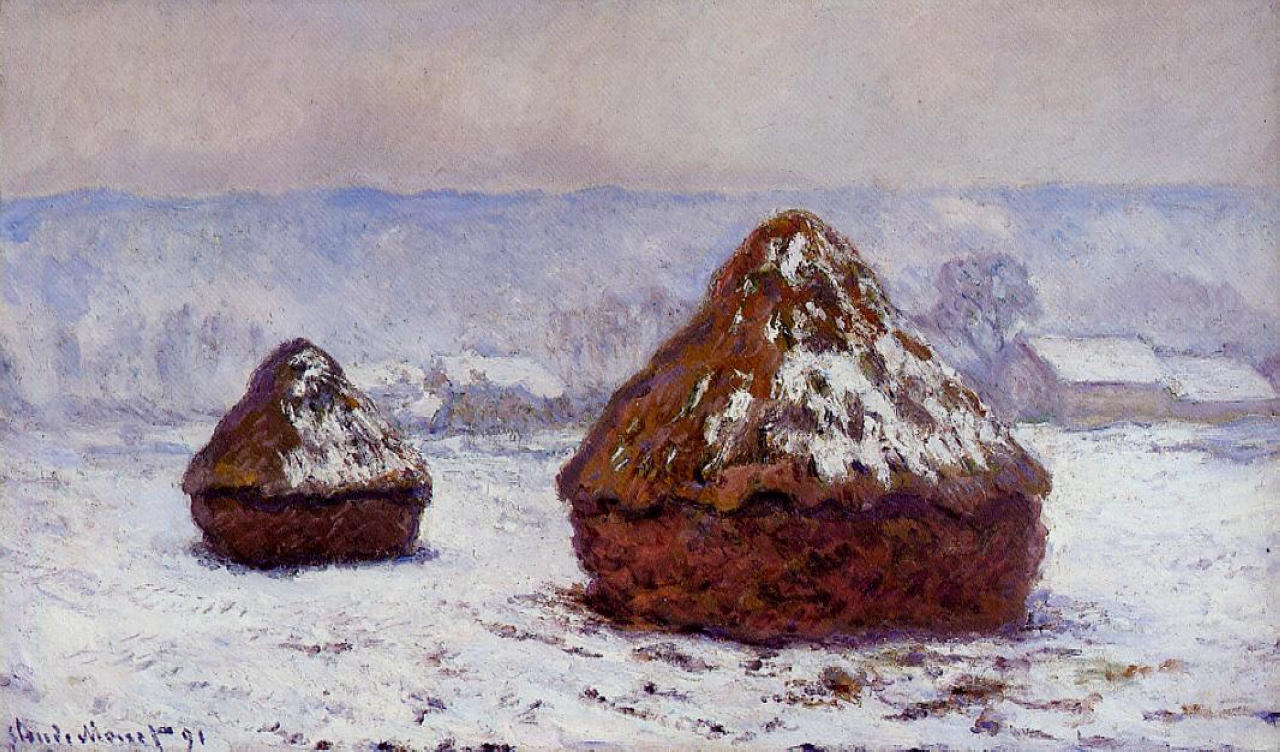
건초더미, 서리 효과, 1890–91년, 셸번 박물관, 버몬트주
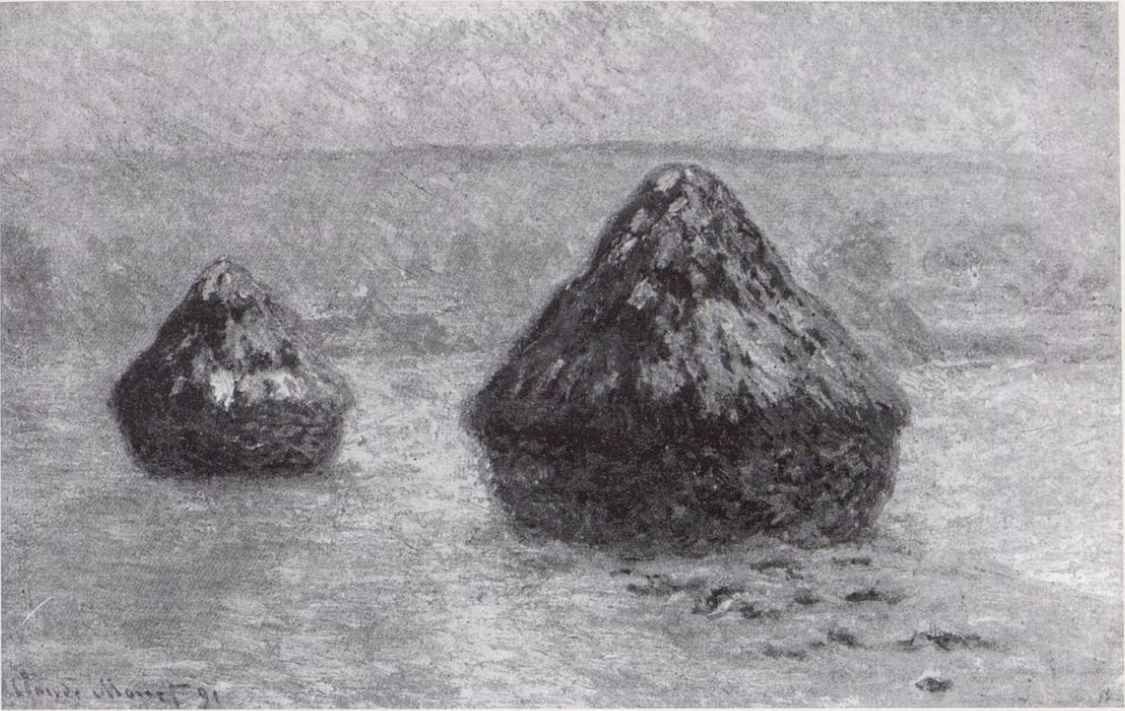
모네 – 와일든스타인 1996, 1275.
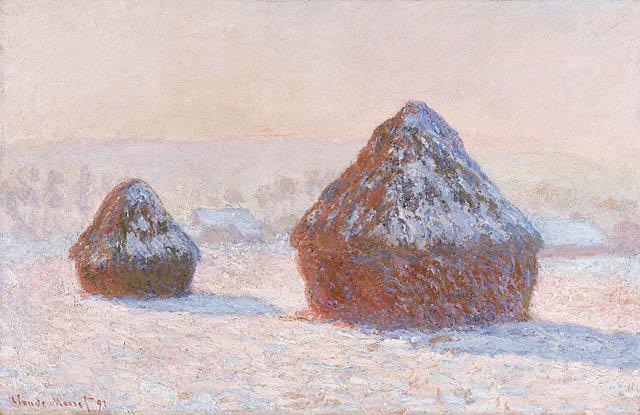
밀더미, 눈 효과, 아침, 1891년. 캔버스에 유화. J. 폴 게티 미술관. W1276.
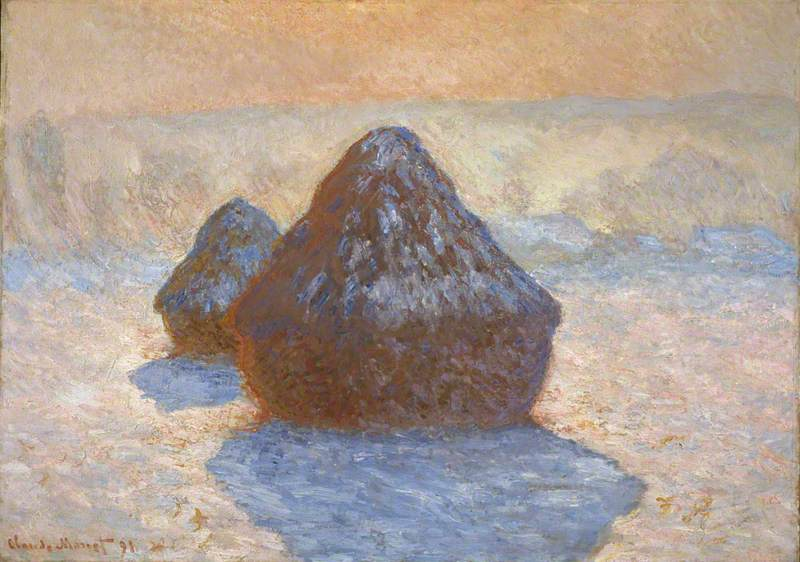
건초더미 서리 효과, (Meules, effet de neige), 1891년. 캔버스에 유화. 스코틀랜드 국립미술관, 에든버러, 스코틀랜드, W1277
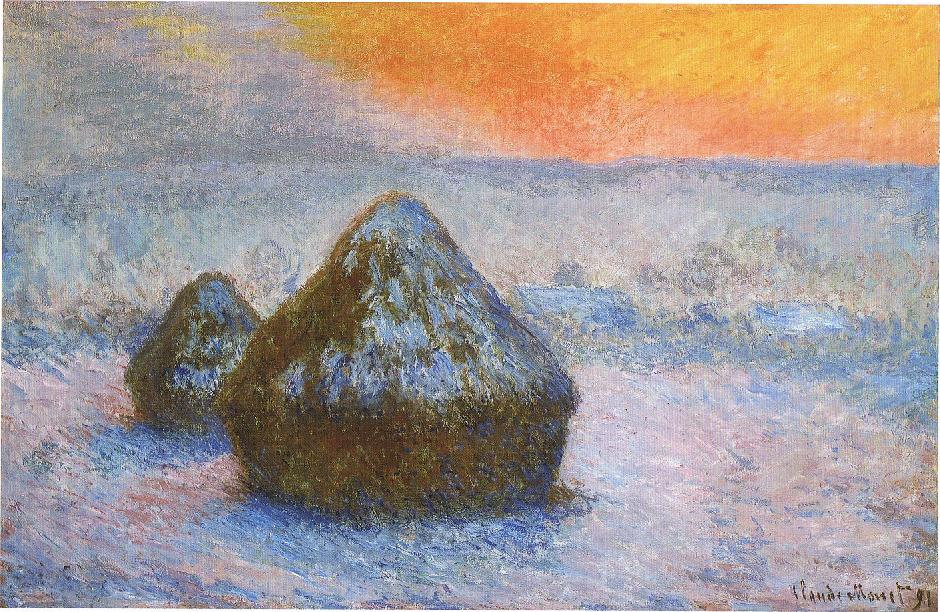
밀더미 (일몰, 서리 효과),[35] 1890–91년. 캔버스에 유화. 시카고 미술관. W1278
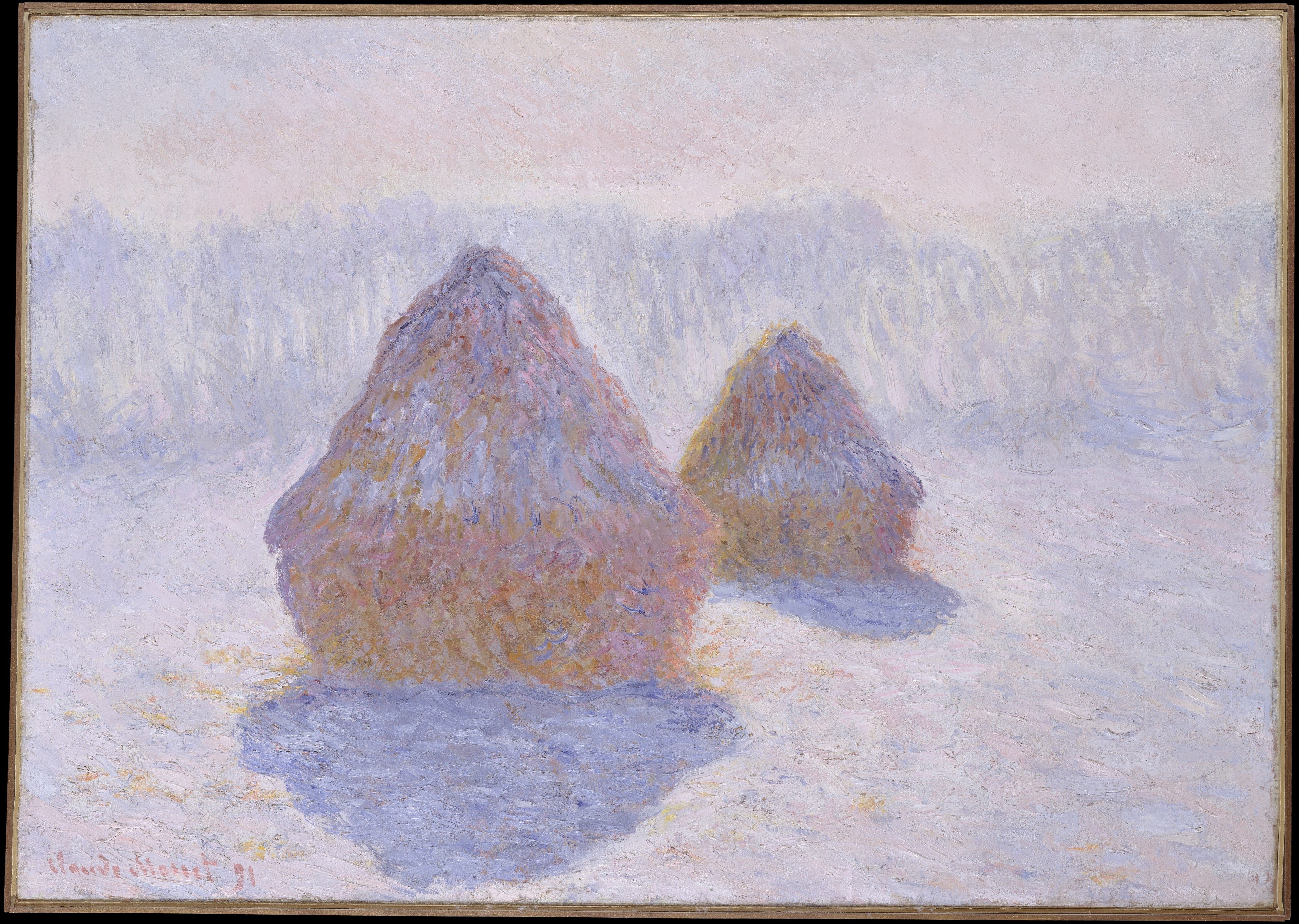
건초더미 (눈과 해의 효과) 캔버스에 유화. 메트로폴리탄 미술관 – W1279
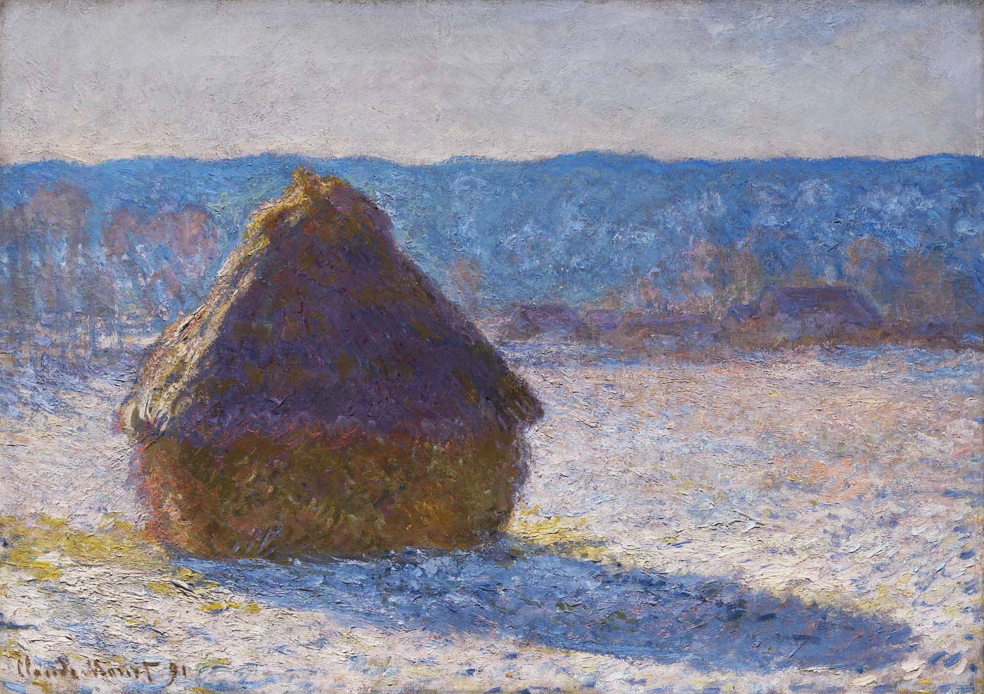
건초더미, 아침 서리 효과 (Meule, Effet de Neige, le Matin), 1891년. 캔버스에 유화. 보스턴 미술관. W1280
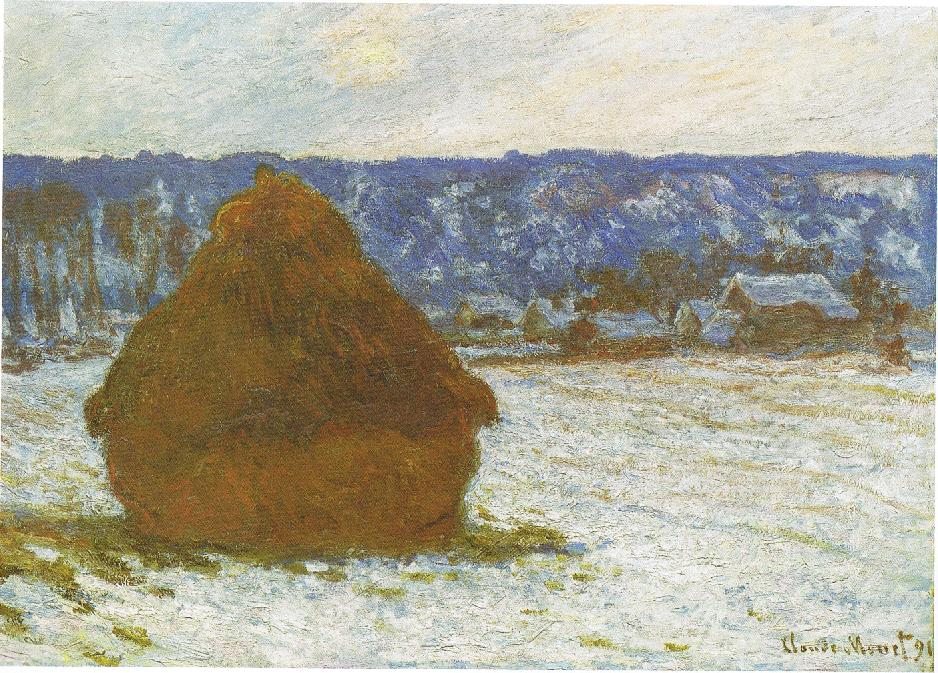
밀더미 (눈 효과, 흐린 날),[35] 1890–91년. 캔버스에 유화. 시카고 미술관. W1281
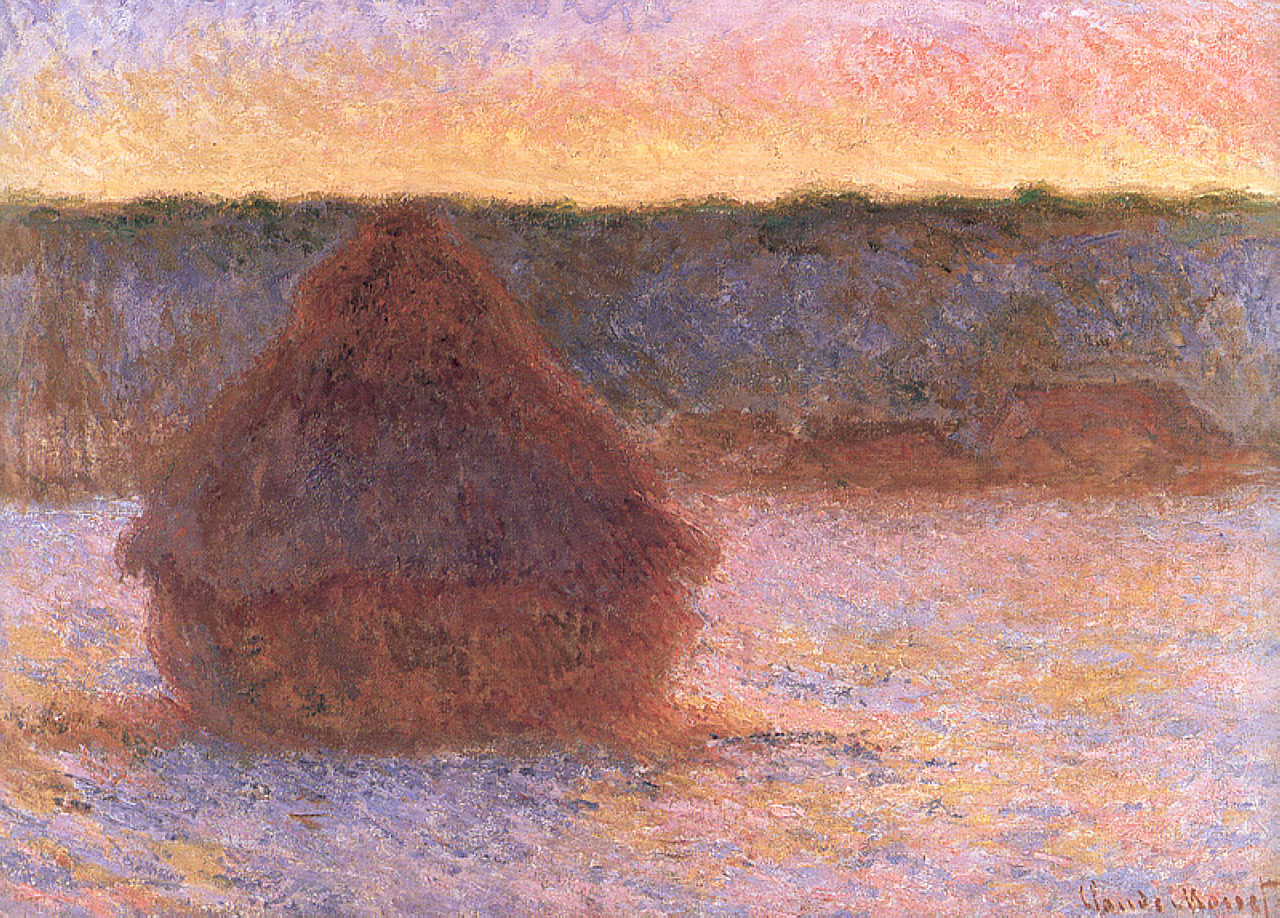
일몰의 건초더미, 서리 내린 날씨, 개인 소장. W1282
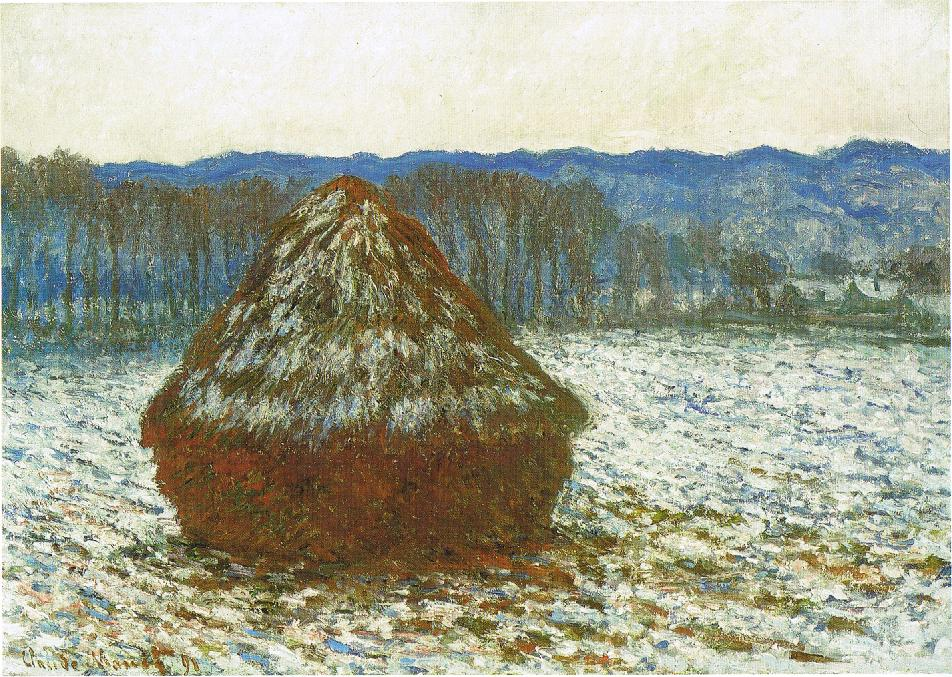
밀더미,[35] 1890–91년. 캔버스에 유화. 시카고 미술관. W1283
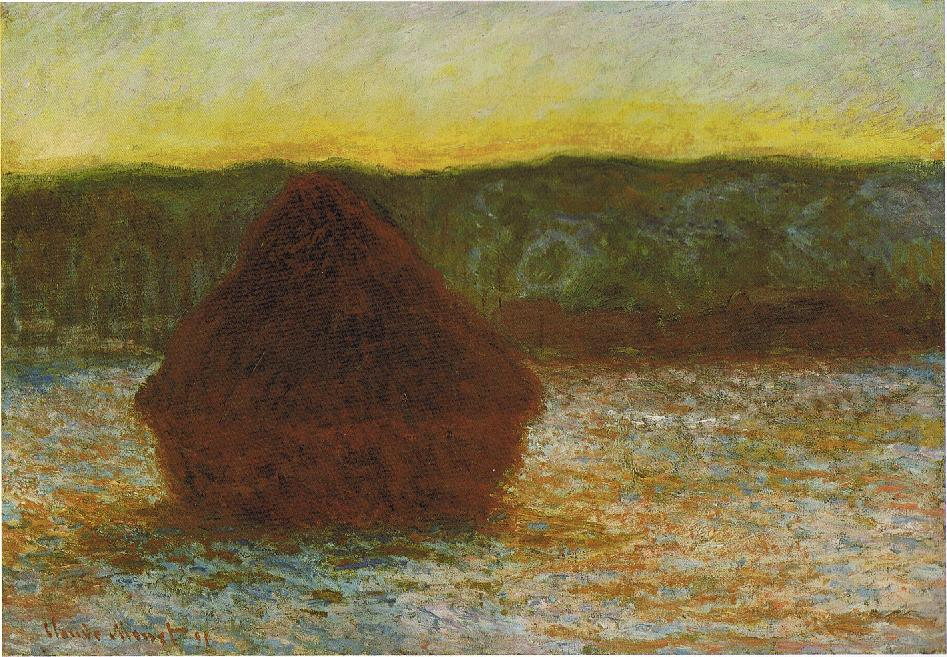
밀더미 (해빙, 일몰),[35] 1890–91년. 캔버스에 유화. 시카고 미술관. W1284
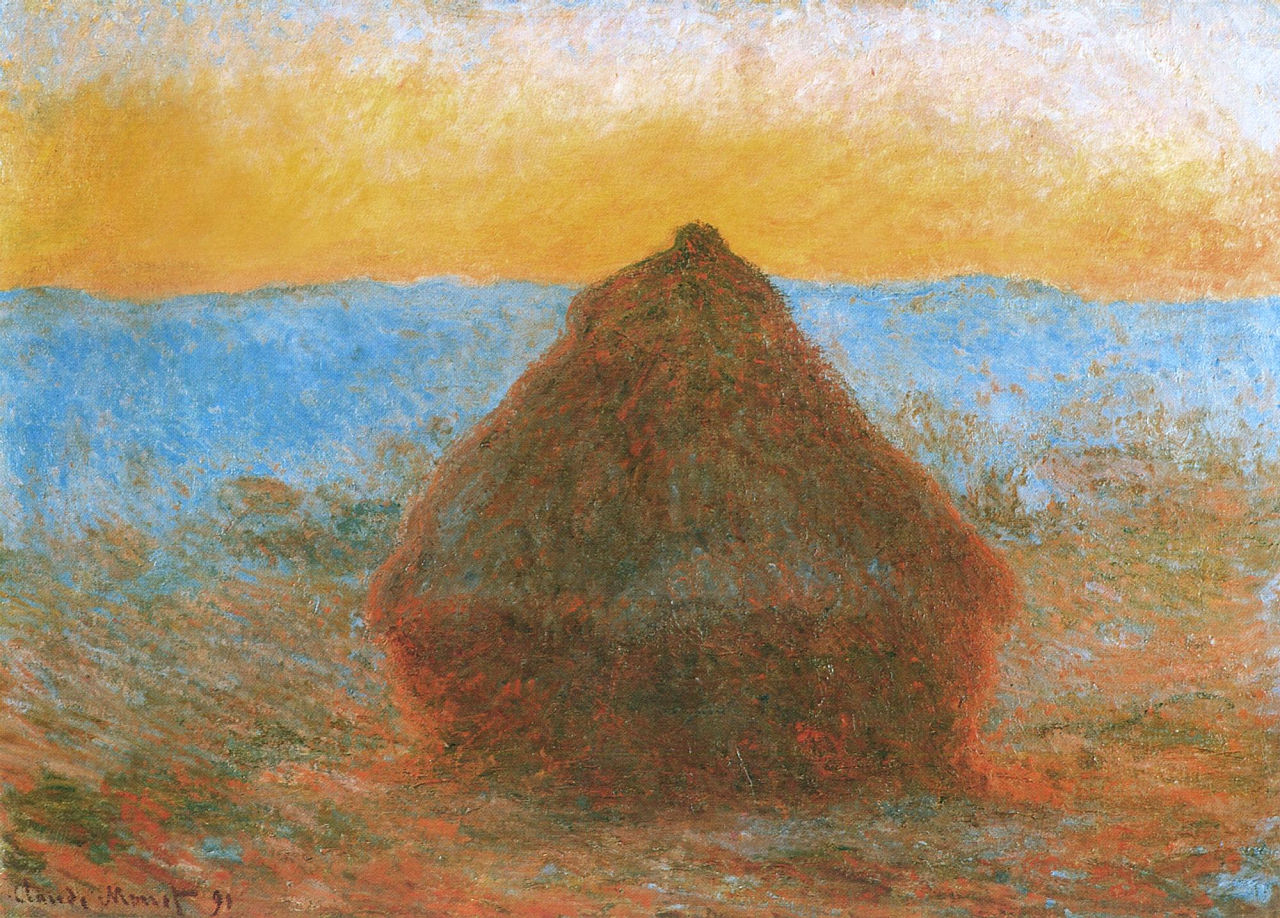
모네 건초더미 65 x 92 cm, 1891년 W1285
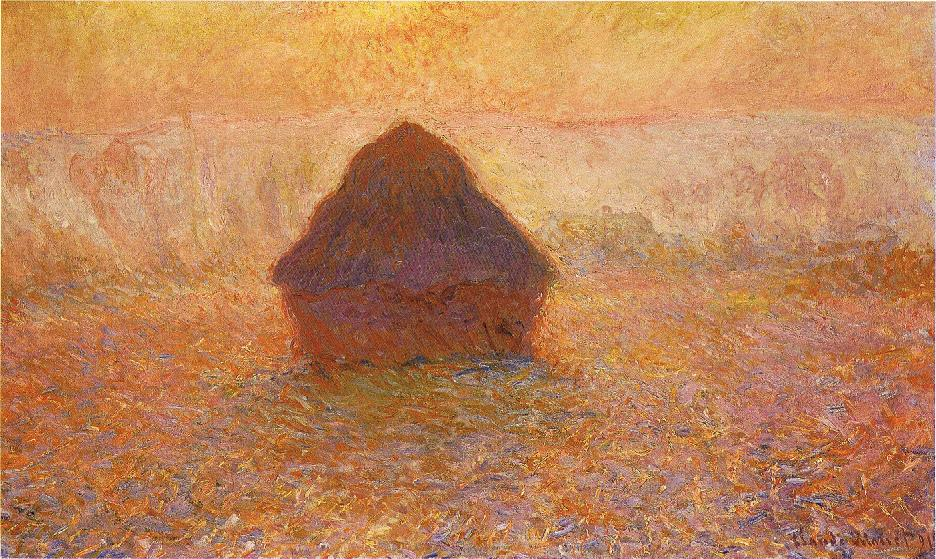
밀더미 (안개 속의 태양), 1891년. 캔버스에 유화. 미니애폴리스 미술관. W1286
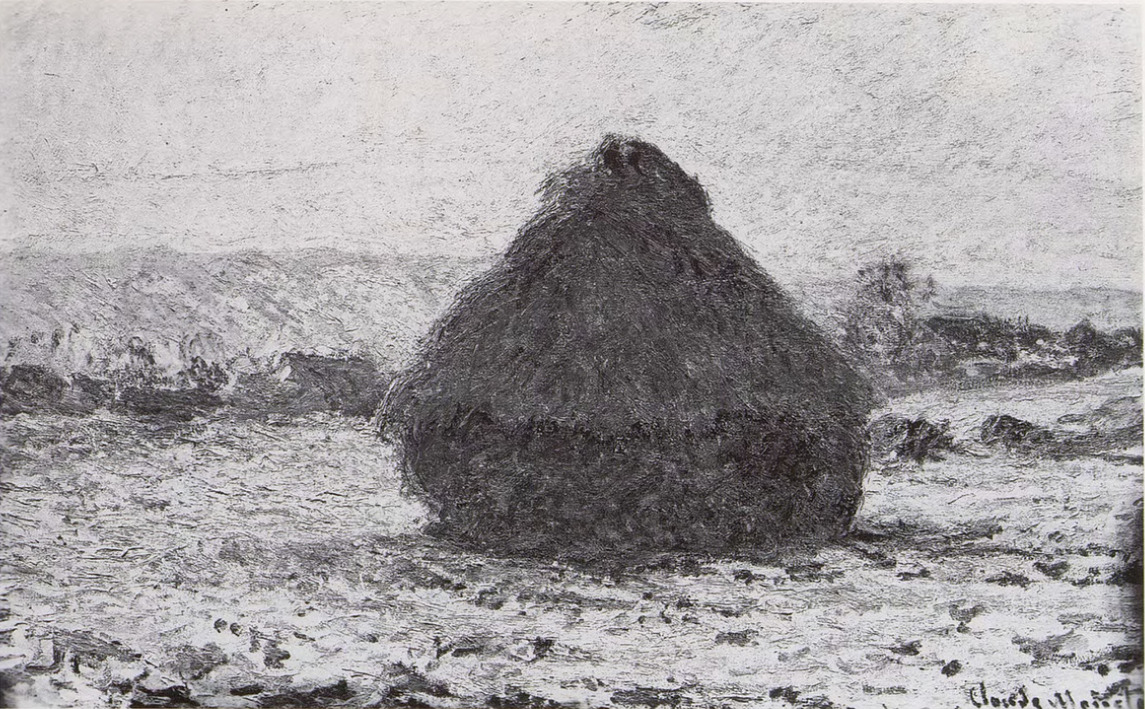
햇살 속 건초더미, 눈 효과, 1891년, 하소 플래트너 컬렉션, 포츠담의 바르베리니 박물관에 영구 대여. W1287
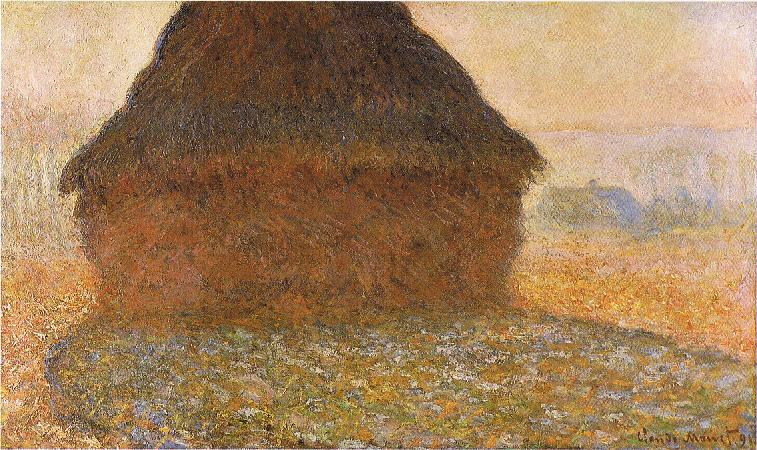
햇살 속 건초더미, 1891년. 캔버스에 유화. 취리히 미술관. W1288
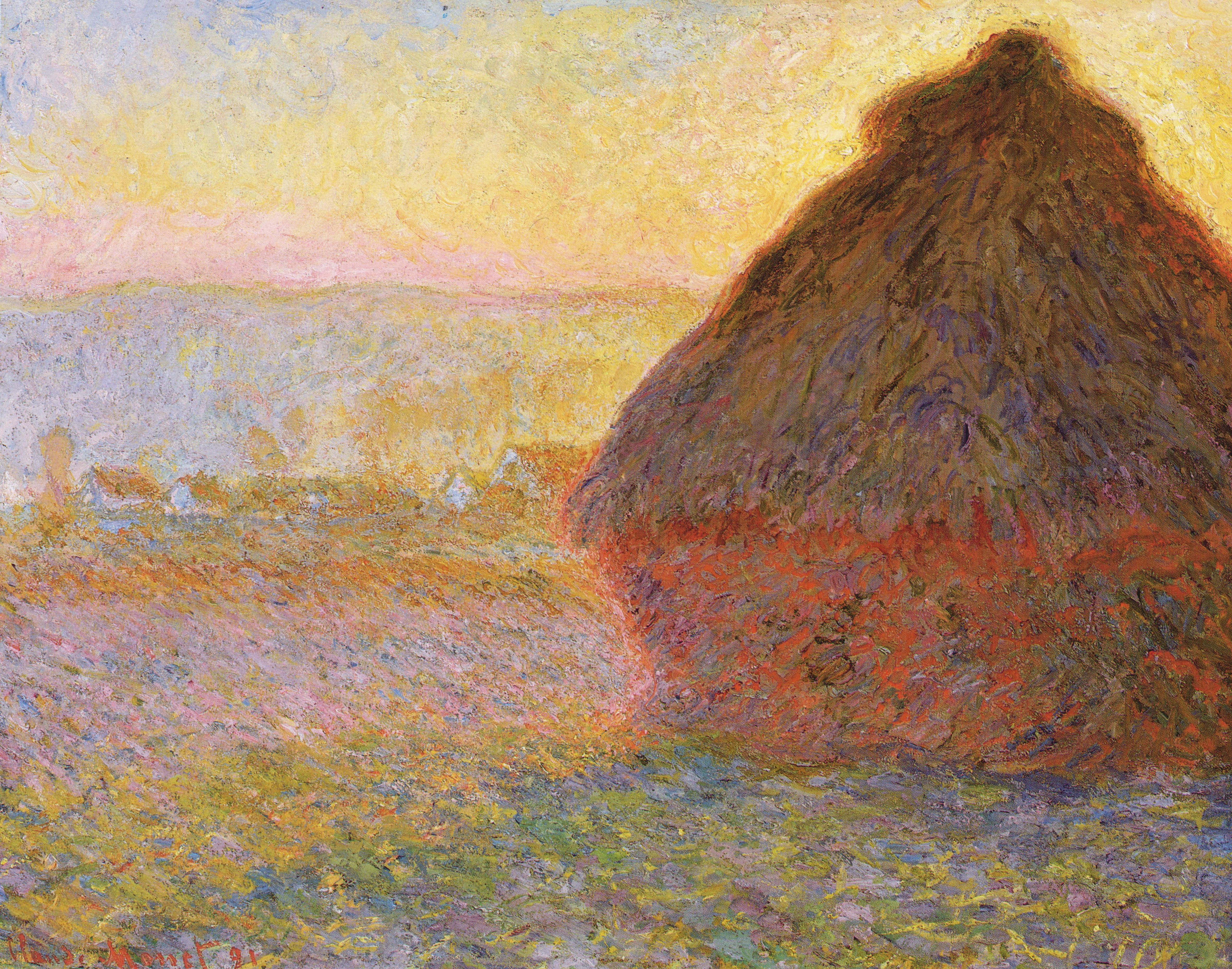
건초더미. (일몰.), 1890–91년. 캔버스에 유화. 보스턴 미술관. W1289
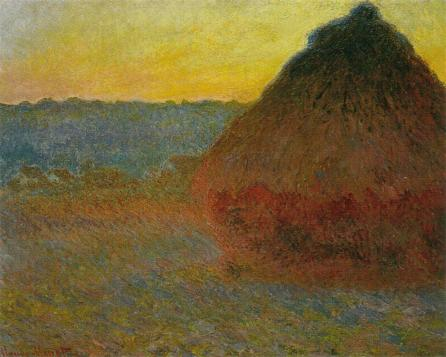
햇살 속 건초더미, 1891년. 캔버스에 유화. 개인 소장. W1290
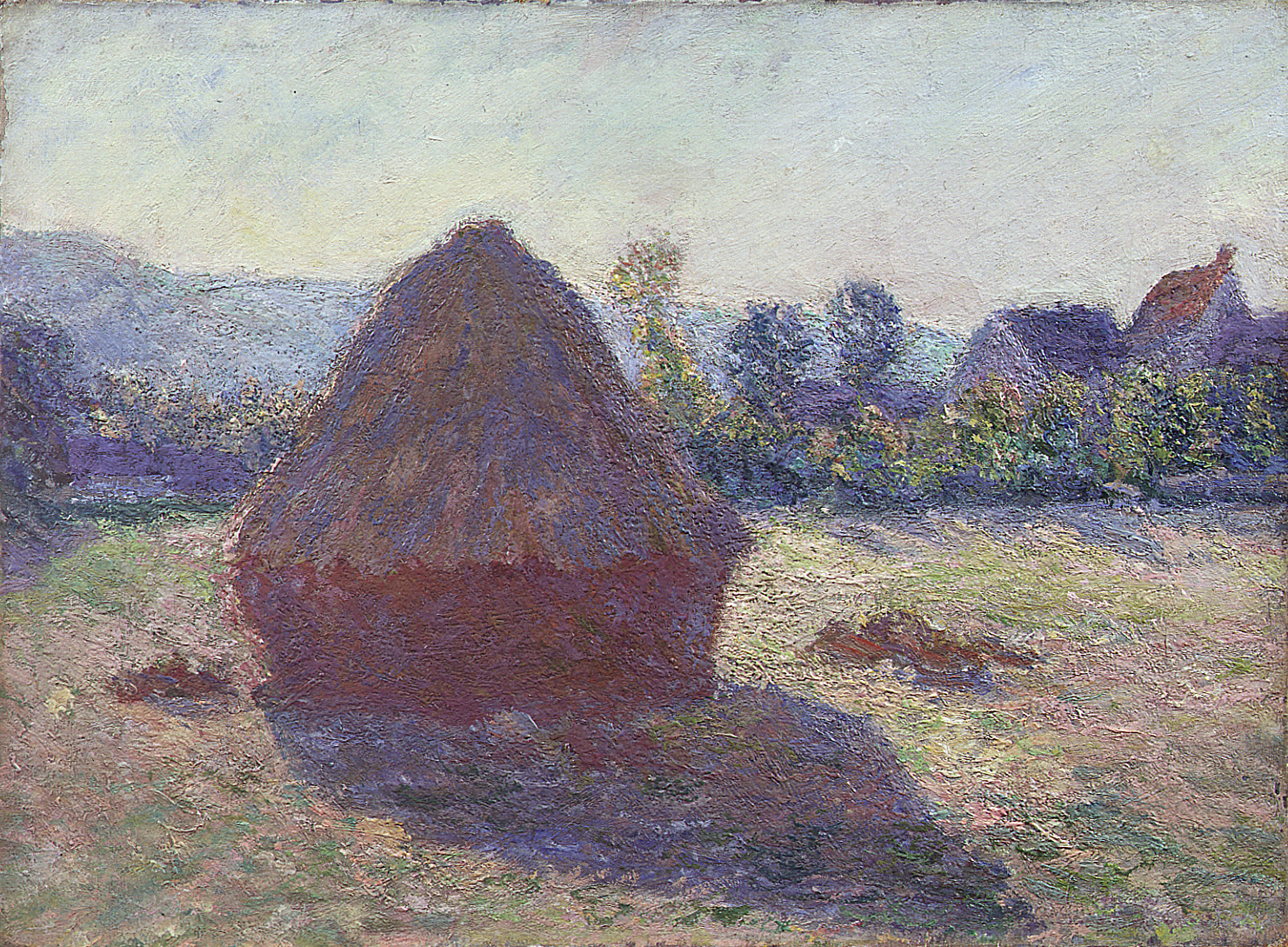
저녁 햇살 속 건초더미, 1891년. 캔버스에 유화. 괴스타 세르라히우스 미술 재단.

## 같이 보기
- 클로드 모네의 그림 목록

## 내용주
1. ↑  “Claude Monet”. 《The Art Institute of Chicago》 (영어). 2021년 5월 17일에 확인함.
2. ↑  “Collection Search Results: Grainstack (Snow Effect)”. Museum of Fine Arts, Boston. 2007. December  5, 2007에 원본 문서에서 보존된 문서. July  3, 2007에 확인함.
3. ↑  “Collection Search Results: Grainstack (Sunset)”. Museum of Fine Arts, Boston. 2007. October 27, 2007에 원본 문서에서 보존된 문서. July  3, 2007에 확인함.
4. ↑  “Country-by-Country List of Museums Holding Originals (Monet)”. artofmonet.com. October 25, 2007에 원본 문서에서 보존된 문서. October  9, 2007에 확인함.
5. ↑  Jill Shaw (2014). 〈Stacks of Wheat, 1890/91〉.   Groom, Gloria; Shaw, Jill. 《Monet Paintings and Drawings at the Art Institute of Chicago》. Art Institute of Chicago. 2017년 2월 24일에 확인함.
6. ↑  “Explore Art: Artists; Claude Monet; Wheatstacks, Snow Effect, Morning”. The Getty Center, Los Angeles. 2010. 2011년 8월 30일에 원본 문서에서 보존된 문서. 2010년 1월 26일에 확인함.
7. 1 2  “Highlights of the Collection (Paintings:Monet)”. Hill-Stead Museum. June 23, 2007에 원본 문서에서 보존된 문서. July 17, 2007에 확인함.
8. ↑  “Collection M: Claude Monet”. 2019년 12월 13일에 원본 문서에서 보존된 문서. 2007년 7월 3일에 확인함.
9. ↑  “Collections > Explore the Collection (Grainstack, Sun in the Mist)”. The Minneapolis Institute of Arts. September 27, 2007에 원본 문서에서 보존된 문서. July  2, 2007에 확인함.
10. ↑  “Collections: Impressionist Paintings (Image 02)”. Shelburne Museum. 2005. 2007년 8월 22일에 원본 문서에서 보존된 문서. 2007년 7월 2일에 확인함.
11. ↑  Tucker, p.87.
12. ↑  House, page 127.
13. ↑  Tucker, p.33.
14. ↑  "It is worth remembering that the stacks were literally at his doorstep, as photographs of the area make clear Tucker, Paul Hayes (1989). 《Monet in the '90s: The Series Paintings》. Museum of Fine Arts. 95쪽. ISBN 9780300049138.
15. 1 2  Lemonedes, p. 143.
16. ↑  Kelder, p.183.
17. ↑  The veracity of this story has been doubted: '"When I began I was like the others; I believed that two canvases would suffice, one for gray weather and one for sun! At the time I was painting some stacks .... One day I saw that my light had changed. I said to my stepdaughter: 'Go to the house, if you don't mind, and bring me another canvas!'" And so Monet worked on the story: another canvas! Another! The fact is that ever since he had started to paint he had had the habit of working from the same motif under different conditions .... And yet there is something new here, a difference of emphasis.' Forge and Gordon, p. 158.
18. 1 2  Lemonedes, p. 139.
19. ↑  Tucker, p.31.
20. ↑  Tucker, p.41.
21. ↑  So as to return to a painting at the correct moment, "on occasion Monet took the precaution of writing the time of day on the back of his canvases". House, p.143.
22. ↑  House, p.143
23. ↑  In a letter to Alice Monet dated March 29, 1893, Monet wrote of having worked on fourteen paintings in one day at Rouen. House, p.144.
24. ↑  "In 1883 Jules Laforgue had spoken of a quarter hour as the natural time span for an Impressionist painting, while Monet himself mentioned seven minutes as the limit for one of his Poplar series ... and in 1918 talked of effects which lasted 'sometimes three or four minutes at the most'". House, p.142.
25. ↑  "The constantly varying weather, rather than any idea of a final pictorial ensemble, remained his initial reason for endlessly multiplying his canvases." House, page 204.
26. ↑  "In Grain Stack at Sunset intense brick reds give the shadowed side of the stack an incandescent core, while the light of the sunset haloes the stack with vermilion and yellow, and scatters the lit parts of the field with particles of pink, orange, and mauve." House, page 128.
27. ↑  “Monet Haystacks”. Impressionist Art Gallery. 2006. October  9, 2007에 원본 문서에서 보존된 문서. October  1, 2007에 확인함.
28. ↑  Excerpts from Kandinsky's memoirs, page 53. CDlib.org Retrieved May 30, 2007.
29. 1 2 3 4  Brettell, Richard R. (1984). 《Monet's Haystacks Reconsidered》. 《Art Institute of Chicago Museum Studies》 11. 5–21쪽. doi:10.2307/4115885. ISSN 0069-3235. JSTOR 4115885.
30. ↑  "... before the show even opened, Durand-Ruel purchased eight of the fifteen Grainstacks that the artist would exhibit. In the meantime, Monet had been able to sell two others that he would include in the exhibition ... That meant that of the fifteen stacks that went on view in May 1891, ten were already spoken for, leaving only five for anyone who might have been interested." Tucker, p.98.
31. ↑  "Many accounts speak of Monet destroying incomplete abortive paintings; with the London series and the Water Lilies of 1903–1909 the destructions seem to have been very extensive. In 1907, when deferring his exhibition of Water Lilies, he told Durand-Ruel that he had destroyed 'at least thirty of them, to my great satisfaction'." House, page 159.
32. ↑  Forge, Andrew, and Gordon, Robert, Monet, Harry N. Abrams, Inc., 1989, pp. 156–163.
33. ↑  “Monet 'Meules' painting sells for record $110.7 million at auction”. CNBC. 로이터. 2019년 5월 14일. 2019년 5월 17일에 확인함.
34. ↑  “Activists throw mashed potatoes on Monet painting to protest fossil fuels”. 《MSN》.
35. 1 2 3 4 5 6  Monet, Claude (1891). “Stack of Wheat (Thaw, Sunset)”. 《The Art Institute of Chicago》 (영어). 2021년 5월 17일에 확인함.